# Uwe Leonhardt
Uwe Leonhardt (* 20. November 1958 in Schneeberg) ist ein deutscher Unternehmer und Fußballfunktionär.

## Beruflicher Werdegang
Leonhardt ist Geschäftsführer und Miteigentümer der Firmen der Leonhardt Group. Dazu gehören eine Holdinggesellschaft, drei Industrie-, fünf Automobil- und ein Tourismusunternehmen. Des Weiteren ist Leonhardt Vizepräsident des Verwaltungsrates der schweizerischen Soudronic Holding AG.
Zusätzlich übt er in seiner Eigenschaft als stellvertretender Verwaltungsrat der Sachsen LB gesellschaftliche Funktionen aus.
Leonhardt war von 1992 bis 2009 Präsident des FC Erzgebirge Aue.

## Familie
Uwe Leonhardt lebt mit seiner Familie in Zschorlau. Er ist verheiratet und hat zwei Söhne. Mit seinem Zwillingsbruder Helge und Karl-Ludwig Leonhardt führt er die Leonhardt Group.